# スーザン・ソロモン
スーザン・ソロモン（Susan Solomon, 1956年1月19日 - ）は、アメリカ合衆国の大気化学者。マサチューセッツ工科大学教授。シカゴ出身。

## 来歴
1977年にイリノイ工科大学を卒業、1981年にカリフォルニア大学バークレー校で化学専攻の博士号を取得。1981年から1996年までアメリカ海洋大気庁に勤務し、1986年と1987年に、南極のマクマード基地でオゾン遠征研究プロジェクトのディレクターを務めた。この研究の過程で、南極オゾンホール原因である塩化フッ化炭素(CFC)の遊離基反応メカニズムを初めて提唱し、モントリオール議定書のエヴィデンスの1つとして採用された。1982年からコロラド大学ボルダー校の非常勤教授を務め、2012年から現職。2008年王立協会外国人会員選出。

## 主な受賞歴
- 1999年 - アメリカ国家科学賞
- 2000年 - カール＝グスタフ・ロスビー研究賞
- 2002年 - ワイツマン女性科学賞
- 2004年 - ブループラネット賞、女性科学者の殿堂
- 2007年 - ウィリアム・ボウイ・メダル
- 2008年 - グランドメダル
- 2009年 - ボルボ環境賞
- 2012年 - BBVA Foundation Frontiers of Knowledge Award
- 2017年 - アーサー・L・デイ賞
- 2018年 - ベーカリアン・メダル、クラフォード賞

## 参照
- Oral History Interview with Susan Solomon
- Susan Solomon
- スーザン・ソロモンの出版物 - Google Scholar